# オマーンの国王
オマーンの国王（アラビア語: سلاطين عمان）は、オマーン国の君主であり、国家元首。1861年以降、スルターンを称する。日本国外務省は「オマーン国王」と表記している。
歴代君主を輩出してきたブーサイード朝は1749年からオマーンを支配しており、現在のスルターンであるハイサム・ビン・ターリク・アール＝サイードは2020年1月11日からその地位にある。

## 歴史

### 前史
イスラム教が伝播するまでオマーンでは小規模の部族が勢力を争っており、統一された政権は存在しなかった。イスラム教が入ってきたことで宗教共同体が形成され、宗教指導者にあたるイマームを選出することになった。初代イマームはアル＝ジュランダー・ビン・マスウードで、751年に選出された。一方で同年にアッバース朝の領土へ組み込まれ、カルマト派の反乱軍が占領した時期を除き967年までアッバース朝の支配が続いた。その後はブワイフ朝、大セルジューク朝の支配を受けた。1154年、オマーンはナブハーニ朝の支配下に入った。イマームの権威はこれまでの権力闘争によって失墜していたことからナブハーニ朝のマリク（国王）が実権を握り、イマームは精神的指導者として部族間で用いられた。

### ヤアーリバ朝
16世紀に入るとポルトガルが進出し、1515年4月1日のマスカット占領を手始めにオマーンの侵略を開始した。ナブハーニ朝は滅亡し、海岸線はポルトガルの支配下に入った。ポルトガル勢力の排除するため、諸部族はイマームを統一した指導者として再度擁立することを決意し、1624年にナーシル・ビン・ムルシドをイマームに選出した（ヤアーリバ朝の成立）。ナーシルは軍隊を編成してポルトガルの支配地域を次々と占領し、2代目イマームのスルターン・イブン・サイフが1650年1月23日にマスカットを奪還した。スルターンの死後、子のビルアラブ・イブン・スルターンがイマームを相続したことから世襲制が確立された。
ヤアーリバ朝は4代目イマームのサイフ・ビン・スルターンの治世下で全盛期を迎え、海洋帝国にまで成長した（オマーン帝国）。18世紀に入るとイマームをめぐる内紛とペルシャの侵攻によって衰退した。

### ブーサイード朝
ヤアーリバ朝の危機を収めたアフマド・ビン・サイードは1749年6月10日にイマームに選出され、ブーサイード朝が成立した。1792年、スルターン・ビン・アフマドよりイマームから世俗的なサイイド（君主）を名乗るようになった。また対外的にはスルターンを使用した。
この頃のオマーン帝国はアラビア半島のマスカットからアフリカのザンジバルまでが領土であったが、サイイド・サイードの死後後継者争いによってマスカットとザンジバルに分裂した（オマーン帝国の崩壊）。独立したザンジバルのスルターン家は1964年まで存続した（ザンジバルのスルターンの一覧）。1861年より、内外共にスルターンを称するようになった。
1970年7月23日、スルターンのサイード・ビン・タイムールが子のカーブース・ビン・サイードに廃位される（クーデター）。カーブースはこれまでの鎖国政策を転換し、国際社会への復帰を推進した。一方でスルターンの権力強化も行い、1972年より首相職をスルターンの兼任とした。

### 継承法の改定
2020年1月11日、新しいスルタンであるハイサム・ビン・ターリクは、国家の基本法を変更し、将来的な継承の安定化を目的として手続きを図式化した。
改定に基づき、継承権1位は法定推定相続人となるスルターンの長男となる。死去などによりスルターンの長男がもう存在しない場合、継承権1位はその長男（スルターンの孫）に移る。法定推定相続人に男子がいない場合、継承権は兄弟の長男に移される。法定推定相続人に兄弟がいない場合、継承権は長幼の序に従い、兄弟の長男の男子に移る。
法定推定相続人に兄弟が存在しない場合、継承法第2条の規定により、継承権は（父方の）叔父とその男子に移る。状態。また、推定相続人はムスリムで、オマーンのムスリムである両親から生まれた嫡出の男子でなければならないとも定められた。
継承法第3条では、21歳未満の者に権力の移転が行われる場合、スルターンの権限は、先代スルターンの意思によって任命された信託理事会によって代行される。事情によりスルターンの死去の前に信託理事会が任命されなかった場合、先代スルターンの兄弟から1人、従兄弟からの2人の計3人で構成される王室評議会が信託理事会を任命する。信託理事会の制度は勅令で定める。
第7条では、法定推定相続人の任命時に王室政令により、法定推定相続人に割り当てられる権限と特権および義務を引き継ぐことが規定されている。法定推定相続人は、その特権と義務を行使する前に、スルターンの前で宣誓するものとする。
第8条では、スルターンが一時的にその権限を行使することができない場合、法定推定相続人がその権限を代行するとしている。
この継承法に基づき、ハイサム・ビン・ターリクの長男であるズィーヤザン・ビン・ハイサムが法定推定相続人に指名された。

## 君主の一覧
1970年のイギリス保護領より独立以降のスルターンの一覧。
- カーブース・ビン・サイード・アール＝サイード（قابوس بن سعيد آل سعيد,、1970年7月23日 - 2020年1月10日）
- ハイサム・ビン・ターリク・アール＝サイード（هيثم بن طارق آل سعيد,、2020年1月10日 - 在位中）